# The Complete Hot Five and Hot Seven Recordings

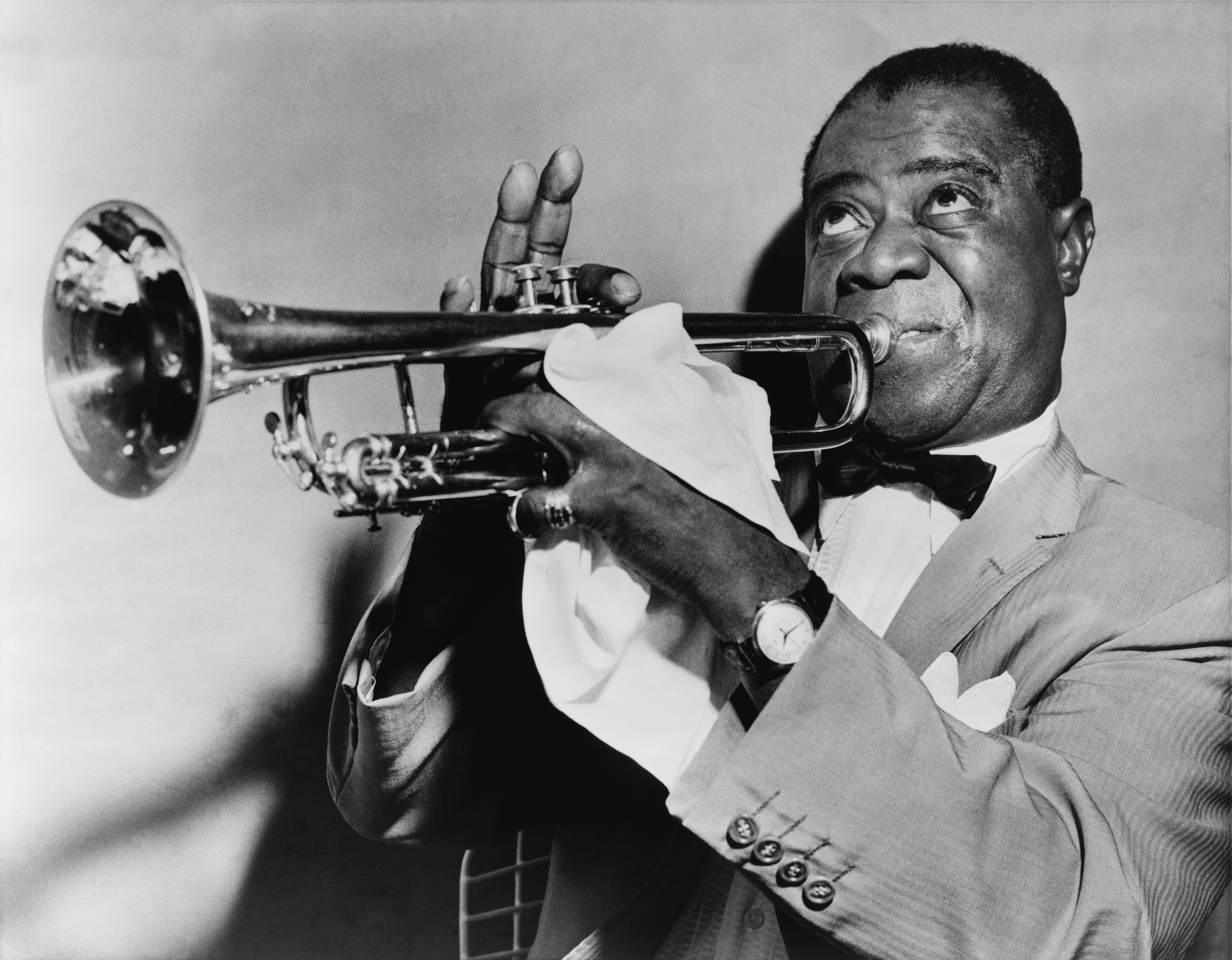
Louis Armstrong (1953)

The Complete Hot Five and Hot Seven Recordings ist eine vier CDs umfassende Musiksammlung mit Aufnahmen von Louis Armstrongs Hot Five and Hot Seven, die im Jahr 2000 von Columbia Records veröffentlicht wurde. Die Kompilation enthält neben allen 65 Einspielungen von Armstrongs Hot Five und Hot Seven aus den Jahren 1925 bis 1928 auch 24 Aufnahmen ähnlich besetzter Bands, in denen Armstrong im Zeitraum zwischen 1926 und dem März 1929 tätig war (wie Hociel Thomas begleitet von Louis Armstrong’s Jazz Four, Louis Armstrong And His Stompers, Lillie Delk Christian mit Louis Armstrong and His Hot Four, Johnny Dodds’ Black Bottom Stompers, Lil’s Hot Shots und Louis Armstrong and His Savoy Ballroom Five bzw. Louis Armstrong and His Orchestra). Das Boxset enthält wichtige Aufnahmen des frühen Hot Jazz.

## Album

### Entstehungsgeschichte
Louis Armstrong kehrte im November 1925 von New York, wo er bei Fletcher Henderson gespielt hatte, nach Chicago zurück. Während er abends mit verschiedenen Gruppen in den Clubs und Theatern auftrat, griff er für seine ersten Schallplattenaufnahmen unter eigenem Namen auf Musiker zurück, die er aus seiner Zeit bei King Oliver 1923 kannte, sowie auf Kid Ory, mit dem er bereits in New Orleans gespielt hatte. Die Besetzung seiner ersten Hot Five Band bestand aus Kid Ory (Posaune), Johnny Dodds (Klarinette), Johnny St. Cyr (Banjo), Lil Hardin (Piano) und Armstrong selbst am Kornett. Armstrong nahm mit diesen Hot Five, die 1927 zu den Hot Seven erweitert wurden, für OKeh Records in deren Studios in Chicago (und 1929 in New York City) auf. Dabei kann man „die Aufnahmen der «Hot Five» im weiteren Sinne in vier Gruppen einteilen: Vom 12. November 1925 bis zum 27. November 1926 wurden Aufnahmen mit den authentischen «Hot Five» gemacht, darunter zwei am 28. Mai 1926 unter der Bezeichnung «Lil’s Hot Shots» für Vocalion. … Vom 7. bis 14. Mai 1927 erfolgten Aufnahmen mit den «Hot Seven», die eine Ergänzung der «Hot Five» durch Pete Briggs (Tuba) und Baby Dodds (Schlagzeug) waren. John Thomas war vorübergehend der Posaunist. Vom 2. September bis 13. Dezember 1927 formierten sich wiederum die alten «Hot Five». Schließlich entstanden die neuen «Hot Five», genannt «Louis Armstrong and His Hot Five» mit Earl Hines (Klavier, Celesta und Gesang), Fred Robinson (Posaune), Jimmy Strong (Klarinette und Tenorsaxophon), Mancy Carr (Banjo), Zutty Singleton (Schlagzeug), die vom 27. Juni bis zum 7. Dezember 1928 Schallaufzeichnungen machten.“ Die Aufnahmen aus dem März 1929, die Louis Armstrong nach seinem Umzug nach New York einspielte, erfolgten mit seiner Band Louis Armstrong and His Savoy Ballroom Five mit J. C. Higginbotham (Posaune), Albert Nicholas (Altsaxophon), Charlie Holmes (Altsaxophon), Teddy Hill (Tenorsaxophon), Luis Russell (Piano), Eddie Condon (Banjo), Lonnie Johnson (Gitarre), Pops Foster (Bass) und Paul Barbarin (Schlagzeug).

### Editionsgeschichte
Die Veröffentlichung der einzelnen Musiktitel erfolgte zunächst auf Schellackplatte. Erst ab den 1950er Jahren wurden die Aufnahmen zu Langspielplatten zusammengefasst. Erste Sammlungen von Aufnahmen der Hot Five und Hot Seven brachten die niederländische Philips (1956) und umfassender die britische Parlophone bzw. das deutsche Odeon-Label in den 1960er Jahren auf den Markt. Im Jahr 2000 erschien sowohl die Gesamtausgabe bei Columbia Records als auch die 4-CD-Box Hot Fives & Sevens bei JSP Records.

### Bedeutung
Armstrongs Studioquintett Hot Five ging „in die Jazzgeschichte ein“. Die Ursprungsbesetzung legte zwischen 1925 und 1927, im Golden Age des Jazz, „eine Reihe von Aufnahmen [vor], die bis heute noch unübertroffen sind“. Für Ralf Dombrowski sind die Aufnahmen der Hot Five und Hot Seven „eine der Grundlagen des Jazz überhaupt“. Anders als bei späteren Aufnahmen Armstrongs ist hier sein virtuoses Spiel noch als Primus inter pares in die Band integriert; er ist noch nicht der dominierende Solist. „Das macht die Größe dieses Studio-Ensembles aus.“ „Mit dieser dynamischen Combo sprang das Niveau der Interpretation mit einem Male auf eine neue Stufe.“ Der Band gelangen nicht nur zahlreiche Hits wie Heebie Jeepies (mit dem ersten virtuosen Scatgesang der Jazzgeschichte), dem Muskrat Ramble oder Basin Street Blues, sondern die Interpretation von Stücken wie Cornet Chop Suey oder Potato Head Blues zeigten ein künstlerisches Potenzial, das „dem Jazz zum Ansehen einer ernstzunehmenden Musik“ verhelfen konnte. Der Kritiker Odilo Clausnitzer urteilt über Armstrongs Hot Five: „Hätte er nur diese Aufnahmen und nichts anderes gemacht, er wäre wohl trotzdem eine der bedeutendsten Persönlichkeiten in der Geschichte des Jazz.“

### Titelliste
- Louis Armstrong: The Complete Hot Five and Hot Seven Recordings (Columbia – C4K 63527)[1]

CD 1
1. Louis Armstrong and His Hot Five (Ursprungsbesetzung) – Gut Bucket Blues (Louis Armstrong) – 2:28
2. Louis Armstrong and His Hot Five (Ursprungsbesetzung) – My Heart (Lil Armstrong) – 2:34
3. Louis Armstrong and His Hot Five (Ursprungsbesetzung) – Yes! I’m in the Barrel (Louis Armstrong) – 2:54
4. Louis Armstrong and His Hot Five (Ursprungsbesetzung) – Come Back Sweet Papa (Paul Barbarin / Luis Russell) – 2:57
5. Louis Armstrong and His Hot Five (Ursprungsbesetzung) – Georgia Grind (Spencer Williams) – 3:02
6. Louis Armstrong and His Hot Five (Ursprungsbesetzung) – Heebie Jeebies (Boyd Atkins / Herbert Stothart) – 3:16
7. Louis Armstrong and His Hot Five (Ursprungsbesetzung) – Cornet Chop Suey (Louis Armstrong) – 2:32
8. Louis Armstrong and His Hot Five (Ursprungsbesetzung) – Oriental Strut (Johnny St. Cyr) – 2:42
9. Louis Armstrong and His Hot Five (Ursprungsbesetzung) – You’re Next (Louis Armstrong) – 2:25
10. Louis Armstrong and His Hot Five (Ursprungsbesetzung) – Muskrat Ramble (Ray Gilbert / Kid Ory) – 2:39
11. Louis Armstrong and His Hot Five (Ursprungsbesetzung) – Don’t Forget to Mess Around (Louis Armstrong / Paul Barbarin) – 3:03
12. Louis Armstrong and His Hot Five (Ursprungsbesetzung) – I’m Gonna Gitcha (Lil Hardin) – 2:45
13. Louis Armstrong and His Hot Five (Ursprungsbesetzung) – Droppin’ Shucks (Lil Hardin) – 2:52
14. Louis Armstrong and His Hot Five (Ursprungsbesetzung) – Who’s It (Richard M. Jones) – 2:46
15. Louis Armstrong and His Hot Five (Besetzung mit Clarence Babcock) – King of the Zulus (Lil Armstrong) – 3:05
16. Louis Armstrong and His Hot Five (Besetzung mit Clarence Babcock) – Big Fat Ma and Skinny Pa (Richard M. Jones) – 3:01
17. Louis Armstrong and His Hot Five (Besetzung mit Clarence Babcock) – Lonesome Blues (Lil Hardin) – 3:04
18. Louis Armstrong and His Hot Five (Besetzung mit Clarence Babcock) – Sweet Little Papa (Kid Ory) – 2:45
19. Louis Armstrong and His Hot Five (Ursprungsbesetzung) – Jazz Lips (Lil Hardin) – 3:02
20. Louis Armstrong and His Hot Five (Ursprungsbesetzung) – Skid-Dat-De-Dat (Lil Hardin) – 3:05
21. Louis Armstrong and His Hot Five (Besetzung mit May Alix) – Big Butter and Egg Man (Louis Armstrong / Percy Venable) – 3:00
22. Louis Armstrong and His Hot Five (Besetzung mit May Alix) – Sunset Cafe Stomp (Louis Armstrong / Percy Venable) – 2:45
23. Louis Armstrong and His Hot Five (Besetzung mit Henry Clark (Posaune)) – You Made Me Love You (Louis Armstrong / Percy Venable) – 2:54
24. Louis Armstrong and His Hot Five (Besetzung mit Henry Clark (Posaune)) – Irish Black Bottom (Louis Armstrong / Percy Venable) – 2:40

CD 2
1. Louis Armstrong and His Hot Five (Ursprungsbesetzung) – Put ’Em Down Blues (E.J. Bennett) – 3:15
2. Louis Armstrong and His Hot Five (Ursprungsbesetzung) – Ory’s Creole Trombone (Kid Ory) – 3:05
3. Louis Armstrong and His Hot Five (Ursprungsbesetzung) – The Last Time (Bill Ewing / Sara Martin) – 3:29
4. Louis Armstrong and His Hot Five (Ursprungsbesetzung) – Struttin’ With Some Barbecue (Lil Hardin / Don Raye) – 3:06
5. Louis Armstrong and His Hot Five (Ursprungsbesetzung) – Got No Blues (Lil Hardin) – 3:25
6. Louis Armstrong and His Hot Five (Ursprungsbesetzung plus Lonnie Johnson) – Once in a While (William Butler) – 3:17
7. Louis Armstrong and His Hot Five (Ursprungsbesetzung plus Lonnie Johnson) – I’m Not Rough (Louis Armstrong / Lil Hardin) – 3:04
8. Louis Armstrong and His Hot Five (Ursprungsbesetzung plus Lonnie Johnson) – Hotter Than That (Louis Armstrong / Lil Hardin) – 3:04
9. Louis Armstrong and His Hot Five (Ursprungsbesetzung plus Lonnie Johnson) – Savoy Blues (Kid Ory) – 3:28
10. Butterbeans and Susie begleitet von Louis Armstrong and His Hot Five – He Likes It Slow (J. Edwards) – 2:44
11. Hociel Thomas begleitet von Louis Armstrong’s Jazz Four – Gambler’s Dream (Hociel Thomas) – 2:27
12. Hociel Thomas begleitet von Louis Armstrong’s Jazz Four – Sunshine Baby (Hociel Thomas) – 2:45
13. Hociel Thomas begleitet von Louis Armstrong’s Jazz Four – Adam and Eve Had the Blues (Hociel Thomas) – 3:16
14. Hociel Thomas begleitet von Louis Armstrong’s Jazz Four – Put It Where I Can Get It (Hociel Thomas) – 2:57
15. Hociel Thomas begleitet von Louis Armstrong’s Jazz Four – Washwoman Blues (Leroy „Sugarfoot“ Bonner / Hociel Thomas) – 2:58
16. Hociel Thomas begleitet von Louis Armstrong’s Jazz Four – I’ve Stopped My Man (Leroy „Sugarfoot“ Bonner / Hociel Thomas) – 2:53
17. Lil’s Hot Shots – Georgia Bo Bo (Jo Trent / Fats Waller) – 3:04
18. Lil’s Hot Shots – Drop That Sack (Louis Armstrong) – 2:49
19. Lil’s Hot Shots – Drop That Sack (Louis Armstrong) – 2:47
20. Louis Armstrong and His Hot Five (Ursprungsbesetzung) – Cornet Chop Suey (Louis Armstrong) – 3:17

CD 3
1. Louis Armstrong and His Hot Seven – Willie the Weeper (Marty Bloom / Walter Melrose / Grant Rymal) – 3:08
2. Louis Armstrong and His Hot Seven – Wild Man Blues (Louis Armstrong / Jelly Roll Morton) – 3:11
3. Louis Armstrong and His Hot Seven – Alligator Crawl (Joe Davis / Andy Razaf / Fats Waller) – 3:03
4. Louis Armstrong and His Hot Seven – Potato Head Blues (Louis Armstrong) – 2:58
5. Louis Armstrong and His Hot Seven – Melancholy (Marty Bloom / Walter Melrose) – 3:03
6. Louis Armstrong and His Hot Seven – Weary Blues (Artie Matthews) – 3:00
7. Louis Armstrong and His Hot Seven – Twelfth Street Rag (Euday L. Bowman) – 3:04
8. Louis Armstrong and His Hot Seven – Keyhole Blues – 3:28
9. Louis Armstrong and His Hot Seven – S.O.L. Blues (Louis Armstrong) – 2:53
10. Louis Armstrong and His Hot Seven – Gully Low Blues (Louis Armstrong) – 3:16
11. Louis Armstrong and His Hot Seven – That’s When I’ll Come Back to You (Frank Biggs) – 2:57
12. Louis Armstrong and His Stompers – Chicago Breakdown (Jelly Roll Morton) – 3:20
13. Louis Armstrong and His Hot Seven – Weary Blues (Artie Matthews) – 2:50
14. Johnny Dodds’ Black Bottom Stompers – New Orleans Stomp (Louis Armstrong / Lil Hardin) – 2:46
15. Johnny Dodds’ Black Bottom Stompers – Wild Man Blues (Louis Armstrong / Jelly Roll Morton) – 3:03
16. Johnny Dodds’ Black Bottom Stompers – Wild Man Blues (Louis Armstrong / Jelly Roll Morton) – 3:08
17. Johnny Dodds’ Black Bottom Stompers – Melancholy (Marty Bloom / Walter Melrose) – 3:08
18. Johnny Dodds’ Black Bottom Stompers – Melancholy (Marty Bloom / Walter Melrose) – 3:23
19. Lillie Delk Christian mit Louis Armstrong and His Hot Four – You’re a Real Sweetheart (Irving Caesar / Cliff Friend) – 3:11
20. Lillie Delk Christian mit Louis Armstrong and His Hot Four – Too Busy! (Chester Cohn / Ned Miller) – 2:57
21. Lillie Delk Christian mit Louis Armstrong and His Hot Four – Was It a Dream? (Coslow Spier) – 3:02
22. Lillie Delk Christian mit Louis Armstrong and His Hot Four – Last Night I Dreamed You Kissed Me (Gus Kahn / Carmen Lombardo) – 3:10

CD 4
1. Louis Armstrong and His Hot Five (Folgebesetzung) – Fireworks (Clarence Williams / Spencer Williams) – 3:11
2. Louis Armstrong and His Hot Five (Folgebesetzung) – Skip the Gutter (Spencer Williams) – 3:09
3. Louis Armstrong and His Hot Five (Folgebesetzung) – A Monday Date (Earl Hines / Sydney Robin) – 3:14
4. Louis Armstrong and His Hot Five (Folgebesetzung) – Don’t Jive Me (Lil Hardin) – 2:49
5. Louis Armstrong and His Hot Five (Folgebesetzung) – West End Blues (King Oliver / Clarence Williams) – 3:21
6. Louis Armstrong and His Hot Five (Folgebesetzung) – Sugar Foot Strut (Billie Pierce) – 3:21
7. Louis Armstrong and His Hot Five (Folgebesetzung) – Two Deuces (Lil Hardin) – 2:58
8. Louis Armstrong and His Hot Five (Folgebesetzung) – Squeeze Me (Fats Waller / Clarence Williams) – 3:25
9. Louis Armstrong and His Hot Five (Folgebesetzung) – Knee Drops (Lil Hardin) – 3:26
10. Louis Armstrong and His Hot Five (Folgebesetzung) – No, Papa, No (Victoria Spivey) – 2:53
11. Louis Armstrong and His Hot Five (Folgebesetzung) – Basin Street Blues (Spencer Williams) – 3:17
12. Louis Armstrong and His Savoy Ballroom Five – No One Else But You (Don Redman) – 3:23
13. Louis Armstrong and His Savoy Ballroom Five – Beau Koo Jack (Louis Armstrong / Alex Hill / Walter Melrose) – 3:01
14. Louis Armstrong and His Savoy Ballroom Five – Save It, Pretty Mama (Joe Davis / Paul Denniker / Don Redman) – 3:17
15. Louis Armstrong and His Orchestra (Besetzung1) – Muggles (Louis Armstrong / Earl Hines) – 2:52
16. Louis Armstrong and His Savoy Ballroom Five (Besetzung2) – Hear Me Talkin’ to Ya? (Louis Armstrong / Don Redman) – 3:18
17. Louis Armstrong and His Savoy Ballroom Five (Besetzung2) – St. James Infirmary (Joe Primrose / Traditional) – 3:14
18. Louis Armstrong and His Savoy Ballroom Five (Besetzung2) – Tight Like This (Louis Armstrong / Langston Curl) – 3:14
19. Louis Armstrong (mit Earl Hines) – Weather Bird (Louis Armstrong) – 2:47
20. Louis Armstrong and His Savoy Ballroom Five (Besetzung3) – I Can’t Give You Anything But Love (Dorothy Fields / Jimmy McHugh) – 3:25
21. Louis Armstrong and His Savoy Ballroom Five (Besetzung3) – I Can’t Give You Anything But Love (Dorothy Fields / Jimmy McHugh) – 3:29
22. Louis Armstrong and His Savoy Ballroom Five (Besetzung3) – Mahogany Hall Stomp (Spencer Williams) – 3:16
23. Louis Armstrong and His Orchestra (Besetzung2) – Knockin’ a Jug (Louis Armstrong / Eddie Condon) – 3:16

## Mitwirkende

### Bands, Musiker und ihre Instrumente
- Louis Armstrong and His Hot Five (Ursprungsbesetzung):[10][11][12]
  - Louis Armstrong (Kornett)
  - Kid Ory (Posaune)
  - Johnny Dodds (Klarinette)
  - Lil Hardin Armstrong (Piano)
  - Johnny St. Cyr (Banjo)
- Louis Armstrong and His Hot Five mit Clarence Babcock:
  - Louis Armstrong (Kornett, Gesang)
  - Clarence Babcock (Gesang)
  - Kid Ory (Posaune)
  - Johnny Dodds (Klarinette)
  - Lil Hardin Armstrong (Piano)
  - Johnny St. Cyr (Banjo)
- Louis Armstrong and His Hot Five mit May Alix
  - Louis Armstrong (Kornett, Gesang)
  - May Alix (Gesang)
  - Kid Ory (Posaune)
  - Johnny Dodds (Klarinette)
  - Lil Hardin Armstrong (Piano)
  - Johnny St. Cyr (Banjo)
- Louis Armstrong and His Hot Five (Besetzung mit Henry Clark):
  - Louis Armstrong (Kornett, Gesang)
  - Henry Clark (Posaune)
  - Johnny Dodds (Klarinette)
  - Lil Hardin Armstrong (Piano)
  - Johnny St. Cyr (Banjo)

- Butterbeans and Susie begleitet von Louis Armstrong and His Hot Five:
  - Joe und Susie Edwards (Butterbeans and Susie) (Gesang)
  - Louis Armstrong (Kornett)
  - Kid Ory (Posaune)
  - Johnny Dodds (Klarinette)
  - Lil Hardin (Piano)
  - Johnny St. Cyr (Banjo)
- Hociel Thomas begleitet von Louis Armstrong’s Jazz Four:
  - Hociel Thomas (Gesang)
  - Louis Armstrong (Kornett)
  - Johnny Dodds (Klarinette)
  - Hersal Thomas (Piano)
  - Johnny St. Cyr (Banjo)
- Lil’s Hot Shots:
  - Louis Armstrong
  - Lil Hardin
  - Weitere
- Louis Armstrong and His Hot Seven:
  - Louis Armstrong (Kornett)
  - John Thomas (Posaune)
  - Johnny Dodds (Klarinette)
  - Lil Hardin Armstrong (Piano)
  - Johnny St. Cyr (Banjo)
  - Pete Briggs (Tuba)
  - Baby Dodds (Schlagzeug)
- Louis Armstrong and His Stompers
  - Louis Armstrong (Kornett)
  - Bill Wilson (Kornett)
  - Honoré Dutrey (Posaune)
  - Boyd Atkins (Klarinette, Altsaxophon, Sopransaxophon)
  - Joe Walker (Altsaxophon, Baritonsaxophon)
  - Albert Washington (Tenorsaxophon)
  - Earl Hines (Piano)
  - Rip Bassett (Banjo, Gitarre)
  - Pete Briggs (Tuba)
  - Tubby Hall (Schlagzeug)
- Johnny Dodds’ Black Bottom Stompers:
  - Louis Armstrong
  - Johnny Dodds
  - Weitere[13]
- Lillie Delk Christian mit Louis Armstrong and His Hot Four
  - Lillie Delk Christian (Gesang)
  - Louis Armstrong (Trompete)
  - Jimmy Noone (Klarinette)
  - Earl Hines (Piano)
  - Mancy Carr (Banjo)
- Louis Armstrong and His Hot Five (Folgebesetzung)
  - Louis Armstrong (Trompete, Gesang)
  - Fred Robinson  (Posaune)
  - Jimmy Strong (Klarinette, Tenorsaxophon)
  - Earl Hines (Piano)
  - Mancy Carr (Banjo)
  - Zutty Singleton (Schlagzeug)
- Louis Armstrong and His Savoy Ballroom Five
  - Louis Armstrong (Trompete, Gesang)
  - Fred Robinson (Posaune)
  - Jimmy Strong (Tenorsaxophon, Klarinette)
  - Don Redman (Klarinette, Altsaxophon)
  - Earl Hines (Piano)
  - Dave Wilborn (Banjo, Gitarre)
  - Zutty Singleton (Schlagzeug)
- Louis Armstrong and His Orchestra (Besetzung1)
  - Louis Armstrong (Trompete)
  - Fred Robinson (Posaune)
  - Jimmy Strong (Klarinette)
  - Earl Hines (Piano)
  - Mancy Carr (Banjo)
  - Zutty Singleton (Schlagzeug)
- Louis Armstrong and His Savoy Ballroom Five (Besetzung2)
  - Louis Armstrong (Trompete, Gesang)
  - Fred Robinson (Posaune)
  - Jimmy Strong (Klarinette, Tenorsaxophon)
  - Don Redman (Klarinette, Altosaxophon)
  - Earl Hines (Piano)
  - Mancy Carr (Banjo)
  - Zutty Singleton (Schlagzeug)
- Louis Armstrong (mit Earl Hines)
  - Louis Armstrong (Trompete)
  - Earl Hines (Piano)
- Louis Armstrong and His Savoy Ballroom Five (Besetzung3)
  - Louis Armstrong (Trompete, Gesang)
  - J. C. Higginbotham (Posaune)
  - Albert Nicholas (Altsaxophon)
  - Charlie Holmes (Altsaxophon)
  - Teddy Hill (Tenorsaxophon)
  - Luis Russell (Piano)
  - Eddie Condon (Banjo)
  - Lonnie Johnson (Gitarre)
  - Pops Foster (Bass)
  - Paul Barbarin (Schlagzeug)
- Louis Armstrong and His Orchestra (Besetzung2)
  - Louis Armstrong  (Trompete)
  - Jack Teagarden (Posaune)
  - Happy Caldwell (Tenorsaxophon)
  - Joe Sullivan (Piano)
  - Eddie Lang (Gitarre)
  - Kaiser Marshall (Schlagzeug)

### Produktionsstab
- Seth Rotstein – Produzent der Kompilation[14]
- Phil Schaap – Produzent der Kompilation[1]
- Richard M. Jones – Produzent
- Tommy Rockwell – Produzent

## Rezeption
Die Sammlung wurde von der Kritik sehr positiv gewürdigt. Bei den Grammy Awards 2001 wurde die von Seth Rothstein betreute Edition The Complete Hot Five and Hot Seven Recordings in der Kategorie bestes historisches Album ausgezeichnet. Bei Allmusic hat sie fünf (von fünf) Sternen erhalten. Deren Kritiker Cub Koda bemerkte, dass die CD-Box, deren Material ja schon einige Male vorab in anderer Form verfügbar war, sich durch eine hervorragende klangliche Bearbeitung auszeichne. Außerdem stellt er fest: „Man kann keine Louis Armstrong Plattensammlung haben ohne dieses historische Set“.
Da die CD-Sammlung The Complete Hot Five and Hot Seven Recordings von Columbia im gleichen Jahr erschien wie die Sammlung Hot Fives & Sevens bei JSP Records, verglichen viele Kritiker die beiden Editionen. Richard Cook und Brian Morton sind der Ansicht, dass das Remastering von John R. T. Davies bei Hot Fives & Sevens Superlative verdiene. Die Sammlung sei ebenso gut wie die Edition von Columbia, die viele Fans für definitiv hielten. Zum gleichen Urteil kam 2008 auch, insbesondere wenn das Preis-Leistungs-Verhältnis berücksichtigt werde, Jazz: The Basics. Andererseits fand Ben Ratliff Hot Fives & Sevens nur eine „tolerable Alternative“ zur Edition The Complete Hot Five and Hot Seven Recordings von Columbia, deren klares Klangbild er bevorzuge. Auch Ralf Dombrowski empfiehlt die Columbia-Ausgabe. Hingegen meinte Michael Minn in seiner Armstrong-Diskographie fest, dass die eingesetzte Lärmreduktions-Software von Sony-Cedar bei der Columbia-Sammlung nicht nur die Oberflächen-Geräusche beseitigt hätte, sondern auch einiges von der harmonischen Unausgeglichenheit, die zu diesen Aufnahmen dazu gehörten und sie wirklicher machten.